# Crow jezik
Crow jezik (ISO 639-3: cro; isto i apsaalooke), jezik Crow ili Vrana Indijanaca, porodica siouan jezici|siouan, uža skupina missouri valley, kojim govori oko 4 280 ljudi (1990 census) u južnoj Montani, SAD.
Vrane su etnički porijeklom od Hidatsa od kojih su se odcijepili negdje između 1400 i 1500 godine, i danas je najbliži hidatsa [hid] jeziku. Njihova današnja najvažnija naselja na rezervatu Crow gdje se crow govori su Crow Agency, Lodge Grass, Pryor, Wyola i St. Xavier. Govornici imaju preko 30 godina a djeca koja ga govore su rijetka.

## Vanjske poveznice
- Ethnologue (14th)
- Ethnologue (15th)